# ザウバー・C37
ザウバー・C37 (Sauber C37) は、ザウバーが2018年のF1世界選手権参戦用に開発したフォーミュラ1カーである。

## 概要
2018年2月20日にオンライン上で初公開された。
前年のC36はフェラーリの型落ちパワーユニット(PU)を使用していたが、C37は最新仕様のPUを搭載する。アルファロメオとのパートナーシップを結び、カラーリングも白地に青のラインに変わり、赤く塗られたエンジンカウル部分にアルファロメオのロゴが大きく描かれている。
サイドポンツーンの開口部がコックピットに寄せられて非常に小さくなっていて、サイドポンツーン自体も前後長が短くなり、後端部が低くなっている。コックピット上方のエアインテークが複数のスリットに分かれていて、レギュレーションの変更により小さくされたシャークフィンにもスリットが設けられている。

## 2018年シーズン
ドライバーはマーカス・エリクソンが残留、新たにFIA F2選手権チャンピオンのシャルル・ルクレールを迎えた。
アルファロメオとの提携により、資金難が解消。最新仕様のPUを使用できるようになったこともあり、前年妥協を強いられたシャシー設計も大きく改善され、完走率は向上に貢献。序盤こそ予選Q1敗退やバックマーカーとなってしまったこともあったが、第4戦でルクレールが予選Q2へ進出したのをきっかけにチームの予選成績が向上し始め、ルクレール自身は第8戦フランスGPで初めてQ3へ進出したのをきっかけにQ3の常連となった。また、ウィリアムズやマクラーレンの不調もあり下位集団の常連的な存在から脱却。そのうえ、2台でQ3進出に成功したGPもあり、前年より入賞圏内に入れるチャンスが増えている。その結果、第9戦オーストリアGPで2015年第3戦中国GP以来のダブル入賞を達成。また、フェラーリのチーフデザイナーを務めているシモーネ・レスタがシーズン中にガーデニング休暇なしでザウバーへ移籍し、フェラーリとの関係強化と同時にマシン開発が強化されることとなった。
シーズン全体ではそれも換算してエリクソンが第2戦バーレーンGPの9位入賞を筆頭に6回、ルクレールは第4戦アゼルバイジャンGPの6位入賞を筆頭に10回と下位ではあるものの入賞を重ねた。特に第20戦ブラジルGPは予選でエリクソン7位、ルクレール8位と3強(メルセデス、フェラーリ、レッドブル)に次ぐ健闘を見せ、決勝もルクレールが3強に次ぐ7位入賞を達成した(エリクソンはリタイア)。この健闘により、コンストラクターズランキングは8位に上がり、ルクレールはフェラーリへの昇格が決まった。前年に比べるとマシンの感触はドライバーに好印象を与えており、今季でチームを去るエリクソンが「最高のシーズンを過ごせた」という過去に例のない感想も発せられるなど、モチベーションの向上が光ったシーズンであった。
2019年シーズン前にザウバーは、スポンサー「アルファロメオ・レーシング」の名義でエントリーすることを発表。ただし運営はこれまで通りザウバーが母体の独立系チームであり、アルファロメオはチームの命名権を買い取ったのであって、ワークス参戦する訳ではないと説明している。それでも、今回の件でザウバーの名はF1界から完全に消えることになり、2010年のような形で復活しなければ、コンストラクターのザウバーとして参戦した最後のマシンとなる。

## スペック

### シャシー
- シャシー カーボンファイバー製モノコック
- サスペンション
  - フロントサスペンション ダブルウィッシュボーン インボードスプリングおよびダンパーによるプッシュロッド式
  - リアサスペンション ダブルウィッシュボーン インボードスプリングおよびダンパーによるプルロッド式
- ブレーキ
  - ブレーキキャリパー ブレンボ
  - ブレーキパッド ブレンボ カーボンファイバー製
  - ブレーキディスク カーボン・インダストリー
- トランスミッション フェラーリ 8速クイックシフト・カーボンギアボックス 縦置き カーボンファイバー製クラッチ
- シャシー電子機器 MES
- ERS フェラーリ
- ステアリングホイール ザウバーF1チーム
- タイヤ ピレリ
- ホイール O・Z
- 全長 5,500 mm
- 全幅 2,000 mm
- 全高 950 mm
- フロントトレッド 1,650 mm
- リアトレッド 1,550 mm
- 重量 733 kg（ドライバーを含む、空タンク時）

### エンジン
- 名称 フェラーリ 062 EVO
- 気筒数・角度 V型6気筒 90度
- 排気量 1,600 cc
- ボア径 80 mm
- ストローク 53 mm
- バルブ数 24
- 最高回転数 15,000 rpm（レギュレーションで規定）
- ターボチャージャー シングルターボ
- 最大燃料流量 100 kg/h
- 最大燃料容量 105 kg
- インジェクション 500 bar 直接噴射
- ユニット数 3（1台あたり）

### ERSシステム
- バッテリー出力：4 Mj（1周あたり）
- MGU-K 出力：120 kW
- MGU-K 最高回転数：50,000 rpm
- MGU-H 最高回転数：120,000 rpm

## 記録
| 年   | No. | ドライバー | 1   | 2   | 3   | 4   | 5   | 6   | 7   | 8   | 9   | 10  | 11  | 12  | 13  | 14  | 15  | 16  | 17  | 18  | 19  | 20  | 21  | ポイント | ランキング |
| 年   | No. | ドライバー | AUS | BHR | CHN | AZE | ESP | MON | CAN | FRA | AUT | GBR | GER | HUN | BEL | ITA | SIN | RUS | JPN | USA | MEX | BRA | ABU | ポイント | ランキング |
| ---- | --- | ---------- | --- | --- | --- | --- | --- | --- | --- | --- | --- | --- | --- | --- | --- | --- | --- | --- | --- | --- | --- | --- | --- | -------- | ---------- |
| 2018 | 9   | エリクソン | Ret | 9   | 16  | 11  | 13  | 11  | 15  | 13  | 10  | Ret | 9   | 15  | 10  | 15  | 11  | 13  | 12  | 10  | 9   | Ret | Ret | 48       | 8位        |
| 2018 | 16  | ルクレール | 13  | 12  | 19  | 6   | 10  | 18† | 10  | 10  | 9   | Ret | 15  | Ret | Ret | 11  | 9   | 7   | Ret | Ret | 7   | 7   | 7   | 48       | 8位        |

- 太字はポールポジション、斜字はファステストラップ（key）
- † 印はリタイアだが、90%以上の距離を走行したため規定により完走扱い。